# Housni al-Zaïm
 (juin 2020).
Si vous disposez d'ouvrages ou d'articles de référence ou si vous connaissez des sites web de qualité traitant du thème abordé ici, merci de compléter l'article en donnant les références utiles à sa vérifiabilité et en les liant à la section « Notes et références ».
Housni al-Zaïm (en arabe : حسني الزعيم / Ḥusnī az-Zaʿīm), né en 1897 à Alep et mort en 1949 à Damas, est un officier et homme d'État syrien. Premier militaire à accéder au pouvoir, il met fin en 1949 à la démocratie parlementaire syrienne, et ouvre ainsi une voie d'instabilité politique qui dure plus de vingt ans.

## Biographie
Housni al-Zaïm est né à Alep, au sein de la minorité kurde de Syrie. Après ses études militaires en France, dans la petite ville de Saint-Maixent[réf. nécessaire], il rejoint en 1917 l'armée ottomane, et participe à la retraite de Syrie engagée par Mustapha Kemal. Il est arrêté par les Britanniques lors du siège de Médine.
La France se voit octroyer son mandat en Syrie en 1920. Housni devient le premier officier syrien à commander une unité de l'armée française. Bénéficiant de la confiance du général Dentz, il est chargé en 1941 de défendre Damas contre les troupes anglo-gaullistes. Après l'armistice de Saint-Jean-d'Acre, il est interné par les Anglais pour sympathie pro-allemande. Il n'est relâché qu'en 1943, et en 1948, il est nommé inspecteur général des forces de police. Après l'indépendance de la Syrie, il est fait chef d'état-major et mène l'armée syrienne lors de la guerre israélo-arabe en 1948.
La défaite des forces arabes a profondément secoué la Syrie et la confiance des Syriens dans la démocratie parlementaire.
Le 30 mars 1949, Zaïm procède – avec l'aide de Banij Kallas, Adib Chichakli et Sami al-Hinnawi – à un coup d'État. Le président Choukri al-Kouatli est brièvement emprisonné avant de partir en exil en Égypte. Certains avancent comme une des causes de ce coup d'État la volonté de Zaïm d'empêcher une enquête sur un détournement de fonds dans l'armée syrienne suspecté par al-Kuwatli qui constate la mauvaise qualité de la nourriture au cours d'une visite à un poste de l'armée.
Pour son coup d'État, Zaïm aurait reçu une aide discrète de l'ambassade américaine[réf. nécessaire]. On pense aussi qu'il a été aidé par le Parti social nationaliste syrien, même si lui-même n'était pas membre du parti.
Le coup d'État d'al-Zaïm est le premier coup d'État qu'ait connu la Syrie et le monde arabe. Le président al-Kouatli, alors hospitalisé au moment du putsch, refuse de démissionner, tandis que Zaïm devient Premier ministre et forme un gouvernement composé des secrétaires généraux des ministères. En avril 1949, il charge Fadi el-Attassi de former un gouvernement.
En mai 1949, il interdit les partis politiques.
En juin 1949, il est élu président dans le cadre d'un référendum et obtient le grade de maréchal, en lieu et place de son grade de colonel, qui était jusqu'à présent le grade le plus haut. Des journaux, non censurés, alors que la presse était soumise à la censure de son régime, suggèrent qu'il pourrait être nommé président à vie. Les autres journaux ont été censurés et la presse réprimée. L'opinion publique ne regrette cependant pas le régime déchu.
Zaïm n'a pas utilisé de méthode violente pour s'imposer dans le pays, il n'avait pas recours aux exécutions des opposants politiques et il y avait peu d'arrestations d'opposants, mais, malgré cela, il s'est rapidement fait beaucoup d'ennemis.
Voulant mener une révolution radicale, sur le modèle turc, il mène une réforme agraire et de vastes travaux d'irrigation. Il réorganise l'armée et tente de séculariser l’État en supprimant certaines lois coraniques.
Il augmente également le budget de l'éducation nationale.
Ces réformes lui attirent une grande hostilité. Le « clergé » sunnite lui reproche sa politique séculière, les hommes d'affaires critiquent la réforme agraire et l'augmentation des impôts. Sa volonté de signer un traité de paix avec Israël et de participer à la construction de l'oléoduc transarabique avec une compagnie américaine a irrité beaucoup de nationalistes arabes.
Après la fuite du dirigeant et fondateur  du PSNS, Antoun Saadé du Liban, Zaïm lui offre l'asile en le promettant de le protéger. Mais il trahit sa promesse et livre Antoun Saadé aux autorités libanaises. Saadé est exécuté après un bref jugement, le 8 juillet 1949, date désormais considérée comme jour de deuil chez ses partisans.
Début août 1949, un projet de Constitution est en cours de rédaction. Il prévoit de supprimer la place de l'islam comme religion d'État, tandis que l'exigence pour le président d'être musulman a été supprimée. Cependant, cette clause a finalement été maintenue, comme dans la Constitution syrienne de 1930. Par ailleurs, le projet met en place un régime où le gouvernement est à la fois responsable devant le Parlement, élu pour cinq ans et composé d'environ 60 membres, et devant le président de la République, élu pour un mandat de sept ans. Un parti unique, l'Union nationale, est mis en place. Enfin, l'enseignement primaire et seconde deviennent gratuits. Enfin, un suffrage universel masculin est mis en place, tandis que le droit de vote est accordé aux femmes instruites, dont le nombre est estimé entre 20 000 et 30 000,.
En août 1949, le colonel Sami al-Hinnawi renverse par un coup d'État le président Housni al-Zaïm, qui a instauré un État policier. Hinnaoui devient président du Conseil suprême de guerre, composé de douze membres. La junte affirme que Zaïm et son Premier ministre Muhsen al-Barazi ont été exécutés par une cour martiale à la prison de Mezzeh, The New York Times rapporte pour sa part que si le Premier ministre a été effectivement exécuté après avoir été arrêté et avoir supplié en vain ses geôliers de le maintenir en vie, le président Zaïm est mort dans des combats alors qu'il résistait à son arrestation, alors que The Times affirme que Zaïm et al-Barazi ont été fusillés sans jugement expéditif sur le chemin vers Mazzeh.
Al-Hinnawi, l'un des amis du président, est l'instigateur du premier coup d’État qui a permis à Zaïm d'accéder au pouvoir. Il présente son action comme une volonté de venger la mort d'Antoun Saadé, et envoie à la femme de celui-ci – Juliette al-Myr – une lettre lui indiquant que la mort de son mari a été vengée.
Il semble cependant que son action ait été commanditée par le Royaume-Uni, qui s'inquiétait de voir son influence au Proche-Orient être mise à mal par ce militaire. Proche des États-Unis et de l'Arabie saoudite, il menait une politique favorable aux intérêts américains et saoudiens dans la région et mettait en minorité les pays pro-britanniques – Irak et Transjordanie – au sein de la Ligue arabe. Après sa mort, le gouvernement suivant annule l'accord concernant le pipeline transarabique qui devait traverser la Syrie et permettre aux États-Unis de faire passer son pétrole en Méditerranée sans passer par l'Angleterre.